# 一無所有 (小說)
《一無所有》（英語：The Dispossessed）是美國作家娥蘇拉·勒瑰恩於1974年所發表的科幻小說，為伊庫盟系列小說之一，獲得1974年的星雲獎與1975年的雨果獎。故事描述兩個生活方式截然不同的文明社會，並探討對於烏托邦的願景與批判。

## 劇情提要
烏拉斯（Urras）是個美麗富饒的行星，它的衛星安納瑞斯（Anarres）則荒涼貧瘠。數百年前，一部分烏拉斯人不滿當時封閉腐敗的資本階級社會，移民前往安納瑞斯，在那兒開創一個沒有私人財產，所有人共享一切資源的新社會。
薛維克（Shevek）是安納瑞斯的理論物理學家，他所研究的「共時理論」可開發出安射波（ansible），一種跨星系的同步通訊裝置。但由於安納瑞斯強烈的排外意識，他們認為沒有必要和其他世界的人類交流，毫不重視薛維克的理論。為尋求完成理論的機會，他不得不違反傳統，回到移民們拋棄的故鄉烏拉斯。富庶的母星有薛維克夢寐以求的研究資源，代價卻是要將他的理論據為己有。本篇故事便是在敘述薛維克為了實現理想，在這對伴星上兩段迥然相異的奮鬥過程。

## 評析
《一無所有》詳實地描述一個無政府主義社會的運作機制，並提出在一個人人各盡其能、各取所需的理想體制下，仍有可能因為集體主義的保守心態，而使社會陷入停滯不前的狀態。書中對於個人與集體的衝突、自由與承諾的關係、私有財與共享的觀念、性別議題等都有精闢的見解，有評者認為本書已超越科幻小說的類型框架而獲致可觀的文學成就。

## 中譯書目
- 《一無所有》黃涵榆譯，謬思出版社奇幻館書系，2005年（繁體，台灣地區），2014年（修訂新版）ISBN：9789866026751
- 《一無所有》陶雪蕾譯，四川科學技術出版社，世界科幻大師叢書，2009年（簡體，中國大陸）

## 外部連結
- 《一無所有》豆瓣頁面